# Championnat du monde masculin de handball 1967
Navigation
Tchécoslovaquie 1964 France 1970
Le championnat du monde masculin de handball a lieu du 12 au 21 janvier 1967 en Suède. C'est la sixième édition de cette épreuve.
Comme en 1964, seize équipes participent à la compétition, mais le format change de nouveau : si la première phase est identique (4 groupes de 4 équipes), un format coupe débute ensuite en quarts de finale. 
C'est ainsi que la Yougoslavie et la RFA, vainqueurs de leurs groupes respectifs, sont éliminés en quarts de finale respectivement face au Danemark (14-13) et à l'URSS (19-16), deuxième de son groupe derrière la Roumanie. Dans les deux autres quarts de finale, la Roumanie s'est difficilement imposée face à la Hongrie 20 à 19 et les hôtes Suédois sont nettement défaits par la Tchécoslovaquie 11 à 18. En demi-finale, la Tchécoslovaquie parvient enfin à écarter son chat noir en s'imposant 19 à 17 face à la Roumanie et retrouve en finale une surprenante équipe danoise, vainqueur de l'Union soviétique 17 à 12. 
La Roumanie, double tenante du titre, sauve l'honneur en remportant après prolongations le match pour la troisième place contre l'URSS 21 à 19, tandis que la Tchécoslovaquie ne laisse pas passer l'occasion de remporter son premier titre pour sa troisième finale en battant le Danemark 14 à 11.

## Présentation

### Qualifications
| Nombre | Moyen de qualification                | Qualifiés       |
| ------ | ------------------------------------- | --------------- |
| 1      | Organisateur                          | Suède           |
| 1      | Championnat du monde 1964             | Roumanie        |
| 1      | Représentant asiatique                | Japon           |
| 11     | Tournois de qualification européen    | voir ci-dessous |
| 1      | Tournoi de qualification africain     | Tunisie         |
| 1      | Tournoi de qualification panaméricain | Canada          |

25 équipes nationales sont engagées dans cette épreuve de qualification. Parmi les 16 qualifiés, trois pays sont qualifiés d'office : la Roumanie (tenante du titre), la Suède (pays organisateur) et le Japon, qui se trouve être le seul pays engagé du continent asiatique. 
16 nations européennes sont réparties en cinq poules de trois équipes ou quatre équipes dont les deux premiers sont qualifiés à l'issue d'un mini-championnat avec matchs à domicile et à l'extérieur. Le bilan de ces qualifications européennes est, :
| Rang | Groupe A        | Groupe B             | Groupe C           | Groupe D | Groupe E |
| ---- | --------------- | -------------------- | ------------------ | -------- | -------- |
| 1    | Tchécoslovaquie | Allemagne de l'Ouest | Allemagne de l'Est | Danemark | Hongrie  |
| 2    | Norvège         | Suisse               | Union soviétique   | Pologne  | France   |
| 3    | Autriche        | Pays-Bas             | Finlande           | Islande  | Espagne  |
| 4    | /               | Belgique             | /                  | /        | /        |

Les 6 dernières équipes sont réparties dans 3 groupes de 2 pays avec un qualifié par groupe, le premier nommé recevant au match aller :
- Le Canada s'est imposé 54-43 face aux États-Unis : défaite 24-26 aux États-Unis et victoire 30-17 à domicile[4].
- La Tunisie s'est imposé face à l'Égypte : score inconnu ou forfait de l'Égypte ?
- La Yougoslavie s'est imposé face à Israël : victoires 23-11 (ou 20-11) à Lubljana et 19-11 à Tel Aviv.

### Lieux de compétition
Vingt-et-une villes accueillent la compétition.
Le groupe A (Suède, Yougoslavie, Pologne et Suisse) joue ses matchs dans le sud de la Suède :
- Malmö : 250 000 habitants, troisième ville de Suède, située en bordure du bras de mer séparant le Danemark

la Suède, l'Oresund. Faisant face à Copenhague, Malmö est une ville industrielle au port important, de même qu'un centre administratif. Lieu de la rencontre : Baltiska Hallen (en), la salle baltique, pouvant contenir 5 000 spectateurs. Cette salle, qui est la plus grande de Suède, est prévue spécialement pour le jeu de handball.
- Helsingborg : environ 80 000 habitants, est également située en bordure de l'Oresund, à 60 km au nord-ouest de Malmö. Ville portuaire. Lieu de la rencontre : Idrottens Hus, la maison des sports, salle moderne ayant place pour environ 4 000 spectateurs.
- Lund : Cette ville d'environ 45 000 hab. est l'une des deux plus vieilles villes universitaires de Suède. Elle est située à 15 km au nord-est de Malmö. Lieu de la rencontre : Idrottshallen, pouvant contenir environ 2 500 spectateurs.
- Kristianstad : 30 000 hab. située à 100 km au nord-est de Malmö. Lieu de la rencontre : Sporthallen, avec place pour 2 500 spectateurs.
- Landskrona : Ville portuaire en bordure de l'Oresund, environ 40 km au nord-ouest de Malmö. 30 000 hab. Lieu de la rencontre : Irottshallen, un bâtiment très intéressant au point de vue architectural, pouvant contenir environ 1 500 spectateurs.

Le groupe B (Allemagne de l'Ouest, Hongrie, Norvège et Japon) joue ses matchs tout au nord du pays :
- Luleå est le port de départ du minerai de fer suédois. Cette ville d'environ 35 000 habitants est située à 1 000 km au nord de Stockholm, dans le golfe de Botnie. Lieu de la rencontre : Sporthallen, pouvant contenir environ 2 500 spectateurs.
- Malmberget : lieu industriel de 10 000 habitants situé à 200 km au nord-ouest de Lulea et à 100 km au nord du cercle polaire. Lieu de là rencontre : Sporthallen, pouvant contenir environ 1 000 spectateurs.
- Kiruna : centre minier du nord de la Suède situé à 100 km au nord-ouest de Malmberget. Population: environ 30 000 habitants. Lieu de la rencontre : Sporthallen, pouvant contenir environ 1 500 spectateurs.

Le groupe C (Roumanie, Union Soviétique, Allemagne de l'Est et Canada) joue ses matchs dans la Suède centrale, avec Stockholm comme point d'attache. En raison des grandes distances, d'autres villes que celles initialement prévues pourront cependant être choisies :
- Stockholm : capitale de la Suède avec environ 800 000 habitants, 1,2 million avec la banlieue. Lieu de la rencontre : Eriksdalshallen, avec place pour 3 000 spectateurs.
- Örebro : située à 200 km à l'ouest de Stockholm, centre administratif et ville d'études d'environ 80 000 hab. Lieu de la rencontre : Idrottshuet, la maison des Sports, avec place pour 2 500 spectateurs.
- Eskilstuna : située à 100 km à l'ouest de Stockholm, cette ville industrielle avec centre sidérurgique est appelée le « Sheffield » de la Suède. Environ 65 000 hab. Lieu de la rencontre : Eskilstuna Sporthall, pouvant contenir 2 500 spectateurs.
- Borlänge : située à 250 km au nord-ouest de Stockholm, ville industrielle avec l'une des plus grandes aciéries de la Suède. Environ 30 000 hab. Lieu de la rencontre : Maserhallen, la salle Maser, pouvant contenir 2 000 spectateurs.
- Köping : ville industrielle de 20 000 habitants, située à 150 km à l'ouest de Stockholm. Lieu de la rencontre : Sporthallen, avec place pour 1 000 spectateurs.

Le groupe D (Tchécoslovaquie, Danemark, France et Tunisie) joue ses matchs dans l'ouest de la Suède :
- Göteborg : deuxième ville de Suède (450 000 hab.) et plus grand port de Scandinavie. Lieu de la rencontre : Mässhallen, où s'est déroulé la finale du Championnat du monde de 1954. Place pour 4 500 spectateurs.
- Vänersborg : Centre administratif, situé à 90 km au nord de Göteborg. 20 000 hab. environ. Lieu de la rencontre : Idrottshallen, pouvant recevoir 2 000 spectateurs.
- Halmstad : 150 km au sud de Göteborg, 40 000 hab. Lieu de la rencontre : Sporthallen, avec place pour 2 000 spectateurs.
- Falköping : 110 km au nord-est de Göteborg, située sur la ligne de chemin de fer allant à Stockholm. 15 000 habitants environ. Lieu de la rencontre : Odenhallen, pouvant recevoir 1 000 spectateurs.
- Skara : Centre d'études situé à 130 km au nord-est de Göteborg. Environ 10 000 habitants. Lieu de la rencontre : Idrottshallen, pouvant contenir 1 000 spectateurs.
- Linköping : situé à 200 km au sud-ouest de Stockholm. Ville industrielle de 70 000 habitants. Fabrique d'avions Saab. Lieu de la rencontre : Sporthallen, avec place pour 3 000 spectateurs.
- Karlskrona : Située à 200 km au nord-est de Malmö, port de guerre. 30 000 hab. Lieu de la rencontre : Idrottshallen, pouvant recevoir 2 000 spectateurs.

La finale aura lieu à Västerås : 90 000 hab. Ville industrielle en plein développement située à 110 km à l'ouest de Stockholm. Lieu de la rencontre : Rocklundahallen, grande salle couverte prévue pour divers sports, mais principalement pour le hockey sur glace. Place pour 8 000 spectateurs.

## Tour préliminaire

### Groupe A
| \| \| Équipe \| Pts \| J \| G \| N \| P \| Bp \| Bc \| Diff \| \| - \| ----------- \| --- \| - \| - \| - \| - \| -- \| -- \| ---- \| \| 1 \| Yougoslavie \| 6 \| 3 \| 3 \| 0 \| 0 \| 69 \| 45 \| 24 \| \| 2 \| Suède \| 4 \| 3 \| 2 \| 0 \| 1 \| 62 \| 53 \| 9 \| \| 3 \| Pologne \| 2 \| 3 \| 1 \| 0 \| 2 \| 53 \| 66 \| -13 \| \| 4 \| Suisse \| 0 \| 3 \| 0 \| 0 \| 3 \| 45 \| 65 \| -20 \| |             | Suède - Pologne 26-16 Yougoslavie - Suisse 26-11 Suède - Suisse 19-16 Yougoslavie - Pologne 22-17 Yougoslavie - Suède 21-17 Pologne : Suisse 20-18 |   |   |   |   |    |    |      |
| | Équipe      | Pts | J | G | N | P | Bp | Bc | Diff |
| 1 | Yougoslavie | 6 | 3 | 3 | 0 | 0 | 69 | 45 | 24   |
| 2 | Suède       | 4 | 3 | 2 | 0 | 1 | 62 | 53 | 9    |
| 3 | Pologne     | 2 | 3 | 1 | 0 | 2 | 53 | 66 | -13  |
| 4 | Suisse      | 0 | 3 | 0 | 0 | 3 | 45 | 65 | -20  |

### Groupe B
| \| \| Équipe \| Pts \| J \| G \| N \| P \| Bp \| Bc \| Diff \| \| - \| -------------------- \| --- \| - \| - \| - \| - \| -- \| -- \| ---- \| \| 1 \| Allemagne de l'Ouest \| 6 \| 3 \| 3 \| 0 \| 0 \| 89 \| 66 \| 23 \| \| 2 \| Hongrie \| 4 \| 3 \| 2 \| 0 \| 1 \| 68 \| 65 \| 3 \| \| 3 \| Japon \| 2 \| 3 \| 1 \| 0 \| 2 \| 73 \| 85 \| -12 \| \| 4 \| Norvège \| 0 \| 3 \| 0 \| 0 \| 3 \| 44 \| 58 \| -14 \| |                      | Allemagne - Norvège 22-16 Hongrie - Japon 30-25 Allemagne - Japon 38-27 Hongrie - Norvège 15-11 Allemagne - Hongrie 29-23 Japon - Norvège 21-17 |   |   |   |   |    |    |      |
| | Équipe               | Pts | J | G | N | P | Bp | Bc | Diff |
| 1 | Allemagne de l'Ouest | 6 | 3 | 3 | 0 | 0 | 89 | 66 | 23   |
| 2 | Hongrie              | 4 | 3 | 2 | 0 | 1 | 68 | 65 | 3    |
| 3 | Japon                | 2 | 3 | 1 | 0 | 2 | 73 | 85 | -12  |
| 4 | Norvège              | 0 | 3 | 0 | 0 | 3 | 44 | 58 | -14  |

### Groupe C
| \| \| Équipe \| Pts \| J \| G \| N \| P \| Bp \| Bc \| Diff \| \| - \| ------------------ \| --- \| - \| - \| - \| - \| -- \| -- \| ---- \| \| 1 \| Roumanie \| 5 \| 3 \| 2 \| 1 \| 0 \| 56 \| 30 \| 26 \| \| 2 \| Union soviétique \| 4 \| 3 \| 2 \| 0 \| 1 \| 63 \| 41 \| 22 \| \| 3 \| Allemagne de l'Est \| 3 \| 3 \| 1 \| 1 \| 1 \| 68 \| 42 \| 26 \| \| 4 \| Canada \| 0 \| 3 \| 0 \| 0 \| 3 \| 18 \| 92 \| -74 \| |                    | Roumanie - Allemagne de l'Est 14-14 URSS - Canada 28- 9 URSS - Allemagne de l'Est 22-17 Roumanie - Canada 27- 3 Roumanie - URSS 15-13 Allemagne de l'Est - Canada 37- 6 |   |   |   |   |    |    |      |
| | Équipe             | Pts | J | G | N | P | Bp | Bc | Diff |
| 1 | Roumanie           | 5 | 3 | 2 | 1 | 0 | 56 | 30 | 26   |
| 2 | Union soviétique   | 4 | 3 | 2 | 0 | 1 | 63 | 41 | 22   |
| 3 | Allemagne de l'Est | 3 | 3 | 1 | 1 | 1 | 68 | 42 | 26   |
| 4 | Canada             | 0 | 3 | 0 | 0 | 3 | 18 | 92 | -74  |

### Groupe D
| \| \| Équipe \| Pts \| J \| G \| N \| P \| Bp \| Bc \| Diff \| \| - \| --------------- \| --- \| - \| - \| - \| - \| -- \| -- \| ---- \| \| 1 \| Tchécoslovaquie \| 6 \| 3 \| 6 \| 0 \| 0 \| 72 \| 34 \| 38 \| \| 2 \| Danemark \| 4 \| 3 \| 2 \| 0 \| 1 \| 50 \| 38 \| 12 \| \| 3 \| France \| 2 \| 3 \| 1 \| 0 \| 2 \| 34 \| 41 \| -7 \| \| 4 \| Tunisie \| 0 \| 3 \| 0 \| 0 \| 3 \| 23 \| 66 \| -43 \| |                 | Tchécoslovaquie - France 25-10 Danemark - Tunisie 27- 6 Tchécoslovaquie - Tunisie 23-10 Danemark - France 9- 8 Tchécoslovaquie - Danemark 24-14 France - Tunisie 16- 7 |   |   |   |   |    |    |      |
| | Équipe          | Pts | J | G | N | P | Bp | Bc | Diff |
| 1 | Tchécoslovaquie | 6 | 3 | 6 | 0 | 0 | 72 | 34 | 38   |
| 2 | Danemark        | 4 | 3 | 2 | 0 | 1 | 50 | 38 | 12   |
| 3 | France          | 2 | 3 | 1 | 0 | 2 | 34 | 41 | -7   |
| 4 | Tunisie         | 0 | 3 | 0 | 0 | 3 | 23 | 66 | -43  |

## Phase finale
|  | Quarts de finale                     | Quarts de finale                     |                                  |                                  | Demi-finales                     | Demi-finales                     |    |  | Finale                           | Finale                           |
|  | Quarts de finale                     | Quarts de finale                     |                                  |                                  | Demi-finales                     | Demi-finales                     |    |  | Finale                           | Finale                           |
|  |                                      |                                      |                                  |                                  |                                  |                                  |    |  |                                  |                                  |
|  | 17 janvier 1967, 19h30, Linköping    | 17 janvier 1967, 19h30, Linköping    |                                  |                                  | 19 janvier 1967, ..h.., Västerås | 19 janvier 1967, ..h.., Västerås |    |  | 21 janvier 1967, 17h30, Västerås | 21 janvier 1967, 17h30, Västerås |
|  | 17 janvier 1967, 19h30, Linköping    | 17 janvier 1967, 19h30, Linköping    |                                  |                                  | 19 janvier 1967, ..h.., Västerås | 19 janvier 1967, ..h.., Västerås |    |  | 21 janvier 1967, 17h30, Västerås | 21 janvier 1967, 17h30, Västerås |
|  | Roumanie                             | 20                                   |                                  |                                  | 19 janvier 1967, ..h.., Västerås | 19 janvier 1967, ..h.., Västerås |    |  | 21 janvier 1967, 17h30, Västerås | 21 janvier 1967, 17h30, Västerås |
|  | Roumanie                             | 20                                   |                                  |                                  | 19 janvier 1967, ..h.., Västerås | 19 janvier 1967, ..h.., Västerås |    |  | 21 janvier 1967, 17h30, Västerås | 21 janvier 1967, 17h30, Västerås |
|  | Hongrie                              | 19                                   |                                  |                                  | 19 janvier 1967, ..h.., Västerås | 19 janvier 1967, ..h.., Västerås |    |  | 21 janvier 1967, 17h30, Västerås | 21 janvier 1967, 17h30, Västerås |
|  | Hongrie                              | 19                                   | Roumanie                         | 17                               |                                  |                                  |    |  | 21 janvier 1967, 17h30, Västerås | 21 janvier 1967, 17h30, Västerås |
|  | 17 janvier 1967, 19h30, Helsingborg  |                                      | Roumanie                         | 17                               |                                  |                                  |    |  | 21 janvier 1967, 17h30, Västerås | 21 janvier 1967, 17h30, Västerås |
|  |                                      | Tchécoslovaquie                      | 19                               |                                  |                                  |                                  |    |  | 21 janvier 1967, 17h30, Västerås | 21 janvier 1967, 17h30, Västerås |
|  | Tchécoslovaquie                      | Tchécoslovaquie                      | 19                               | 18                               |                                  |                                  |    |  | 21 janvier 1967, 17h30, Västerås | 21 janvier 1967, 17h30, Västerås |
|  | Tchécoslovaquie                      |                                      |                                  | 18                               |                                  |                                  |    |  | 21 janvier 1967, 17h30, Västerås | 21 janvier 1967, 17h30, Västerås |
|  | Suède                                | 11                                   |                                  |                                  |                                  |                                  |    |  | 21 janvier 1967, 17h30, Västerås | 21 janvier 1967, 17h30, Västerås |
|  | Suède                                | 11                                   | Tchécoslovaquie                  | 14                               |                                  |                                  |    |  |                                  |                                  |
|  | 17 janvier 1967, 19h30, Stockholm    |                                      | Tchécoslovaquie                  | 14                               |                                  |                                  |    |  |                                  |                                  |
|  |                                      | Danemark                             | 11                               |                                  |                                  |                                  |    |  |                                  |                                  |
|  | Allemagne de l'Ouest                 | Danemark                             | 11                               | 16                               |                                  |                                  |    |  |                                  |                                  |
|  | Allemagne de l'Ouest                 | 19 janvier 1967, ..h.., Västerås     |                                  | 16                               |                                  |                                  |    |  |                                  |                                  |
|  | Union soviétique                     | 19                                   |                                  |                                  |                                  |                                  |    |  |                                  |                                  |
|  | Union soviétique                     | 19                                   | Danemark                         | 17                               |                                  |                                  |    |  |                                  |                                  |
|  | 17 janvier 1967, 19h30, Kristiansand | 17 janvier 1967, 19h30, Kristiansand | Danemark                         | 17                               | Match pour la 3e place           | Match pour la 3e place           |    |  |                                  |                                  |
|  | 17 janvier 1967, 19h30, Kristiansand | 17 janvier 1967, 19h30, Kristiansand |                                  | Union soviétique                 | Match pour la 3e place           | Match pour la 3e place           | 12 |  |                                  |                                  |
|  | Yougoslavie                          | 13                                   | 21 janvier 1967, 15h30, Västerås | 21 janvier 1967, 15h30, Västerås |                                  |                                  | 12 |  |                                  |                                  |
|  | Yougoslavie                          | 13                                   | 21 janvier 1967, 15h30, Västerås | 21 janvier 1967, 15h30, Västerås |                                  |                                  |    |  |                                  |                                  |
|  | Danemark                             | 14                                   |                                  | Roumanie                         | 21ap                             |                                  |    |  |                                  |                                  |
|  | Danemark                             | 14                                   |                                  | Roumanie                         | 21ap                             |                                  |    |  |                                  |                                  |
|  |                                      |                                      |                                  |                                  |                                  |                                  |    |  | Union soviétique                 | 19                               |
|  |                                      |                                      |                                  |                                  |                                  |                                  |    |  | Union soviétique                 | 19                               |

À noter que les deux finalistes sont issus de la poule D tout comme les deux équipes disputant le match pour la 3e place (poule C), les 4 équipes des poules A et B ayant été éliminées en quart de finale.

### Match pour la3eplace
| 21 janvier 1967 15h30 | Roumanie    | 21 – 19 (ap)  | Union soviétique | Rocklundahallen, Västerås Arbitrage : Schneider |
| 21 janvier 1967 15h30 |             | (8–11, 18-18) | Klimov 8         | Rocklundahallen, Västerås Arbitrage : Schneider |
| 21 janvier 1967 15h30 | Prol. : 3-1 |               |                  | Rocklundahallen, Västerås Arbitrage : Schneider |
| 21 janvier 1967 15h30 | Die Tat     |               |                  | Rocklundahallen, Västerås Arbitrage : Schneider |

### Finale
L'équipe de Tchécoslovaquie est couronnée à l'issue d'une finale âprement disputée contre le Danemark, sur le score de 14-11, les deux équipes étant à égalité de buts 8-8 à la mi-temps.
| 21 janvier 1967 17h30 | Tchécoslovaquie       | 14 – 11 | Danemark              | Rocklundahallen, Västerås Affluence : 8 000 Arbitrage : Thorild Janerstam |
| 21 janvier 1967 17h30 | Brůna et Konečný (4)  | (8–8)   | Ivan Christiansen (4) | Rocklundahallen, Västerås Affluence : 8 000 Arbitrage : Thorild Janerstam |
| 21 janvier 1967 17h30 | Archives FFHB Die Tat |         |                       | Rocklundahallen, Västerås Affluence : 8 000 Arbitrage : Thorild Janerstam |

Les buteurs sont, :
- Tchécoslovaquie : František Arnošt, Jaroslav Škarvan - František Brůna et Jaroslav Konečný (4), Václav Duda (3), Vojtěch Mareš (2), Rudolf Havlík (1), Ladislav Beneš, Bedřich Ciner, Anton Frolo et Martin Gregor (0).
- Danemark  : Erik Holst - Ivan Christiansen (4), Jørgen Vodsgaard et Verner Gaard (2), Carsten Lund, Claus Kåe et Per Svendsen (1), ? Jørgensen, Gunnar Jürgens et Max Nielsen (0).

### Matchs de classement
|  | Demi-finales de classement         | Demi-finales de classement         |                        |       | Match pour la 5e place             | Match pour la 5e place             |
|  | Demi-finales de classement         | Demi-finales de classement         |                        |       | Match pour la 5e place             | Match pour la 5e place             |
|  |                                    |                                    |                        |       |                                    |                                    |
|  | 18 janvier 1967, ..h.., Karlskrona | 18 janvier 1967, ..h.., Karlskrona |                        |       | 20 janvier 1967, ..h.., Eskilstuna | 20 janvier 1967, ..h.., Eskilstuna |
|  | 18 janvier 1967, ..h.., Karlskrona | 18 janvier 1967, ..h.., Karlskrona |                        |       | 20 janvier 1967, ..h.., Eskilstuna | 20 janvier 1967, ..h.., Eskilstuna |
|  | Suède                              | 21                                 |                        |       | 20 janvier 1967, ..h.., Eskilstuna | 20 janvier 1967, ..h.., Eskilstuna |
|  | Suède                              | 21                                 |                        |       | 20 janvier 1967, ..h.., Eskilstuna | 20 janvier 1967, ..h.., Eskilstuna |
|  | Hongrie                            | 19                                 |                        |       | 20 janvier 1967, ..h.., Eskilstuna | 20 janvier 1967, ..h.., Eskilstuna |
|  | Hongrie                            | 19                                 | Suède                  | 24    |                                    |                                    |
|  | 18 janvier 1967, ..h.., Göteborg   |                                    | Suède                  | 24    |                                    |                                    |
|  |                                    | Allemagne de l'Ouest               | 22                     |       |                                    |                                    |
|  | Allemagne de l'Ouest               | Allemagne de l'Ouest               | 22                     | 31a2p |                                    |                                    |
|  | Allemagne de l'Ouest               |                                    |                        | 31a2p |                                    |                                    |
|  | Yougoslavie                        | 30                                 |                        |       |                                    |                                    |
|  | Yougoslavie                        | 30                                 | Match pour la 7e place |       |                                    |                                    |
|  |                                    |                                    |                        |       |                                    |                                    |
|  | 20 janvier 1967, ..h.., Eskilstuna |                                    |                        |       |                                    |                                    |
|  |                                    |                                    |                        |       |                                    |                                    |
|  | Hongrie                            | 20                                 |                        |       |                                    |                                    |
|  | Hongrie                            | 20                                 |                        |       |                                    |                                    |
|  | Yougoslavie                        | 24                                 |                        |       |                                    |                                    |
|  | Yougoslavie                        | 24                                 |                        |       |                                    |                                    |

## Classement final
| Rang                      | Nation               | J | G | N | P | Bp  | Bc  | Diff |
| ------------------------- | -------------------- | - | - | - | - | --- | --- | ---- |
| Médaille d'or, monde      | Tchécoslovaquie      | 6 | 6 | 0 | 0 | 123 | 73  | +50  |
| Médaille d'argent, monde  | Danemark             | 6 | 4 | 0 | 2 | 92  | 77  | +15  |
| Médaille de bronze, monde | Roumanie             | 6 | 4 | 1 | 1 | 114 | 87  | +27  |
| 4                         | Union soviétique     | 6 | 3 | 0 | 3 | 113 | 95  | +18  |
| 5                         | Suède                | 6 | 4 | 0 | 2 | 118 | 112 | + 6  |
| 6                         | Allemagne de l'Ouest | 6 | 4 | 0 | 2 | 158 | 139 | +19  |
| 7                         | Yougoslavie          | 6 | 4 | 0 | 2 | 136 | 110 | +26  |
| 8                         | Hongrie              | 6 | 2 | 0 | 4 | 126 | 130 | - 4  |
| 9                         | Allemagne de l'Est   | 3 | 1 | 1 | 1 | 68  | 42  | +26  |
| 10                        | France               | 3 | 1 | 0 | 2 | 34  | 41  | - 7  |
| 11                        | Japon                | 3 | 1 | 0 | 2 | 73  | 85  | -12  |
| 12                        | Pologne              | 3 | 1 | 0 | 2 | 53  | 66  | -13  |
| 13                        | Norvège              | 3 | 0 | 0 | 3 | 44  | 58  | -14  |
| 14                        | Suisse               | 3 | 0 | 0 | 3 | 45  | 65  | -20  |
| 15                        | Tunisie              | 3 | 0 | 0 | 3 | 23  | 66  | -43  |
| 16                        | Canada               | 3 | 0 | 0 | 3 | 18  | 92  | -74  |

## Statistiques et récompenses

### Meilleurs buteurs
Les meilleurs buteurs sont,, :
| Rang   | Joueur               | Nation               | Buts      |
| ------ | -------------------- | -------------------- | --------- |
| 1      | Herbert Lübking      | Allemagne de l'Ouest | 38        |
| 2      | Hans-Günther Schmidt | Allemagne de l'Ouest | 36        |
| 2      | Josip Milković       | Yougoslavie          | 36        |
| 4      | Youri Klimov         | Union soviétique     | 35        |
| 4 ou 5 | Gheorghe Gruia       | Roumanie             | 35 ou 34  |
| 5 ou 6 | František Brůna      | Tchécoslovaquie      | 34        |
| 7      | András Fenyő         | Hongrie              | 30 ou 29, |
| 7 ou 8 | István Marosi        | Hongrie              | 29, ou 28 |
| 9      | Václav Duda          | Tchécoslovaquie      | 28 ou 25  |
| 10     | Jan Hodin            | Suède                | 23        |
| 10     | Kino                 | Japon                | 23        |

Remarque : les nombres de buts marqués varient suivant les sources.

### Équipe-type
Une équipe-type aurait été donnée par des journalistes :
- Gardien de but : Erik Holst,  Danemark
- (Arrière droit ?) : Gheorghe Gruia,  Roumanie
- ? : František Brůna,  Tchécoslovaquie
- ? : Paul Tiedemann (de),  Allemagne de l'Est
- ? : Vojtěch Mareš (cs),  Tchécoslovaquie
- (Ailier gauche ?) : Iouri Solomko (de),  Union soviétique
- ? : Václav Duda (cs),  Tchécoslovaquie

## Effectifs des équipes sur le podium

### Champion du monde:Tchécoslovaquie
L'effectif de l'équipe de Tchécoslovaquie, championne du monde, est, :
- František Arnošt (cs)
- Jaroslav Škarvan (cs)
- Ladislav Beneš (cs)
- František Brůna
- Bedřich Cinner (cs)
- Václav Duda (cs)
- Antonín Frolo (cs)
- Martin Gregor (cs)
- Rudolf Havlík (cs)
- František Herman (cs)
- Rudolf Horváth (cs)
- Arnošt Klimčík
- Jaroslav Konečný
- Vojtěch Mareš (cs)
- Jaroslav Rážek (cs)
- Vladimír Seruga (cs)

Sélectionneur
- Bedřich König (cs)

### Vice-champion du monde:Danemark
L'effectif de l'équipe du Danemark, vice-championne du monde, est  :
- Arne Andersen
- Ivan Christiansen
- Verner Gaard
- Erik Holst
- Søren Marius Marius Jensen
- Bent Jørgensen
- Friis Jørgensen
- Gunnar Jürgens
- Claus Kåe
- Carsten Lund
- Ulf Madsen
- Max Nielsen
- Johannes Petersen
- Kay Skoth
- Per Svendsen
- Jørgen Vodsgaard

Sélectionneur
- Bent Jakobsen

### Troisième place:Roumanie
L'effectif de l'équipe de Roumanie, médaille de bronze, est :
- Mircea Costache II
- Alexandru Dincă
- Cristian Gațu
- Gheorghe Goran
- Gheorghe Gruia
- Roland Gunnesch
- Josef Jakob
- Ghiță Licu
- Hans Moser
- Cezar Nica
- Cornel Oțelea
- Cornel Penu
- Michael Redl
- Valentin Samungi
- Ion Popescu
- Virgil Hnat

Sélectionneur
- Ioan Kunst-Ghermănescu

### Dixième place:France
L'effectif de l'équipe de France, dixième, est :